# Kandi
Kandi − miasto w północnym Beninie. Jest ośrodkiem administracyjnym departamentu Alibori. Położone jest około 500 km na północ od stolicy kraju, Porto-Novo. W spisie ludności z 11 maja 2013 roku liczyło 56 043 mieszkańców. 